# Verband Deutscher Lokalzeitungen
Der Verband Deutscher Lokalzeitungen e. V. ist die Interessenvertretung deutschsprachiger Lokalzeitungen.

## Geschichte
Die Interessenvertretung wurde in den 1960er Jahren als Standortpresse GmbH gegründet. Sie wurde in Verband der Lokalpresse umbenannt und schließlich 2003 in Verband Deutscher Lokalzeitungen. Sitz ist seit 1998 Berlin.
Rechtsrahmen ist ein Eingetragener Verein (e. V.). Geschäftsführer ist Martin Wieske; Vorstandsvorsitzender ist Robert Dunkmann.

## Mitglieder
Mitglieder sind 76 mittelständische Zeitungen (Stand Oktober 2016) mit einer Gesamtauflage von etwa 1,4 Millionen:
- Aachener Zeitung (Zeitungsverlag Aachen GmbH)
- Ahlener Zeitung (Verlag E. Sommer GmbH & Co. KG)
- Aichacher Zeitung (Verlag Mayer & Söhne Druck- und Mediengruppe GmbH & Co KG)
- Allgemeine Zeitung (Verlag J. Fleißig GmbH & Co.)
- Anzeiger für Harlingerland (Brune-Mettcker Druck- und Verlagsgesellschaft mbH)
- Backnanger Kreiszeitung (Stroh . Druck und Medien GmbH Backnang)
- Bocholter-Borkener Volksblatt (Temming Verlag KG)
- Böhme-Zeitung (Mundschenk Nachrichtengesellschaft GmbH & Co. KG)
- Borkener Zeitung (Verlag J. Mergelsberg GmbH & Co. KG)
- Bremervörder Zeitung (Verlagsgesellschaft Borgardt mbH & Co. KG)
- Brunsbüttler Zeitung (Boyens Medien GmbH & Co. KG)
- Buxtehuder Tagblatt (Zeitungsverlag Krause GmbH & Co. KG)
- Cellesche Zeitung (Schweiger & Pick Verlag Pfingsten GmbH & Co. KG)
- Cuxhavener Nachrichten (Cuxhaven-Niederelbe Verlagsgesellschaft mbH & Co. KG.)
- Deister- und Weserzeitung (Deister- und Weserzeitung Verlagsgesellschaft mbH & Co. KG)
- Delmenhorster Kreisblatt (Verlag RIECK GmbH & Co. KG)
- Der Bote für Nürnberg–Land (Medienverbund Nürnberger Land GmbH & Co. KG)
- Der Patriot (Der Patriot GmbH)
- Der Teckbote (Der Patriot GmbH)
- Die Harke (J. Hoffmann GmbH und Co. KG)
- Dithmarscher Landeszeitung (Boyens Medien GmbH & Co. KG)
- Donaukurier (Donaukurier Verlagsgesellschaft mbH & Co. KG)
- Dülmener Zeitung (J. Horstmannsche Buchhandlung GmbH & Co. KG)
- Elbe-Jeetzel-Zeitung (Druck- und Verlagsgesellschaft Köhring GmbH & Co. KG)
- Emder Zeitung (Emder Zeitung GmbH & Co. KG)
- Flörsheimer Zeitung (Verlag Dreisbach GmbH)
- Gandersheimer Kreisblatt (Gandersheimer Kreisblatt GmbH & Co. KG)
- Gäubote (Theodor Körner KG, Druckerei und Verlag)
- Gelnhäuser Neue Zeitung (Druck− und Pressehaus Naumann GmbH & Co. KG)
- Goslarsche Zeitung (Karl Krause GmbH & Co. KG)
- Grafschafter Nachrichten (Grafschafter Nachrichten GmbH & Co. KG)
- General-Anzeiger
- Grenz-Echo (Grenz–Echo AG)
- Haller Kreisblatt (Haller Kreisblatt Verlags-GmbH)
- Hanauer Anzeiger (Hanauer Anzeiger GmbH & Co)
- Hersbrucker Zeitung (Medienverbund Nürnberger Land GmbH & Co. KG)
- Hildesheimer Allgemeine Zeitung (Gebrüder Gerstenberg GmbH & Co. KG)
- Ibbenbürer Volkszeitung (IVZ Medien GmbH & Co. KG)
- Jeversches Wochenblatt (Brune-Mettcker Druck- und Verlagsgesellschaft mbH)
- Lippische Landes-Zeitung (Lippischer Zeitungsverlag Giesdorf GmbH & Co. KG)
- Ludwigsburger Kreiszeitung (Ungeheuer + Ulmer KG GmbH + Co.)
- Mühlacker Tagblatt (Karl Elser GmbH)
- Münsterländische Volkszeitung (Altmeppen Verlag GmbH & Co. KG)
- Neue Deister-Zeitung (J.C. Erhardt GmbH)
- Niederelbe-Zeitung (Verlagsgesellschaft mbH & Co. KG.)
- Nordbayerischer Kurier (Nordbayerischer Kurier GmbH & Co. Zeitungsverlag KG)
- Nordkurier (Kurierverlags GmbH & Co. KG)
- Nürtinger Zeitung/Wendlinger Zeitung (Senner Verlag GmbH)
- Ostfriesen-Zeitung (ZGO Zeitungsgruppe Ostfriesland GmbH)
- Ostfriesische Nachrichten (Ostfriesische Nachrichten GmbH)
- Ostfriesischer Kurier (SKN Druck und Verlag GmbH & Co. KG)
- Pegnitz-Zeitung (Medienverbund Nürnberger Land GmbH & Co. KG)
- Pinneberger Tagblatt (A. Beig Druckerei und Verlag GmbH & Co. KG)
- Remscheider General-Anzeiger (J.F. Ziegler KG Druckerei und Verlag)
- Rems-Zeitung (Remsdruckerei Sigg, Härtel u. Co. KG)
- Rheiderland-Zeitung (H. Risius KG)
- Schifferstadter Tagblatt (Geier-Druck-Verlag KG)
- Schwäbische Post (SDZ Druck und Medien GmbH & Co. KG)
- Seesener Beobachter (Verlag H. Hofmann GmbH & Co. KG)
- Segeberger Zeitung (C.H. Wäser KG GmbH & Co.)
- Siegener Zeitung (Vorländer GmbH & Co. KG)
- Sindelfinger Zeitung/Böblinger Zeitung (Röhm Verlag & Medien GmbH & Co. KG)
- Solinger Tageblatt (B. Boll, Verlag des Solinger Tageblattes GmbH & Co. KG)
- Stadter Tageblatt (Zeitungsverlag Krause GmbH & Co. KG)
- Süderländer Tageblatt (O. Hundt GmbH & Co. KG)
- SWP/ Die Neckarquelle (Hermann Kuhn Verlag GmbH & Co. KG)
- Tageblatt für den Kreis Steinfurt (Tageblatt Steinfurt Verlag GmbH & Co. KG)
- Torgauer Zeitung (Torgauer Verlagsgesellschaft mbH & Co. KG)
- Vaihinger Kreiszeitung (Vaihinger Kreiszeitung)
- Vogtland Anzeiger (Vogtland-Anzeiger GmbH)
- Walsroder Zeitung (J. Gronemann KG)
- Weinheimer Nachrichten (DiesbachMedien GmbH)
- Westfalen-Blatt (WESTFALEN-BLATT Vereinigte Zeitungsverlage GmbH)
- Westfälische Nachrichten (Aschendorff Medien GmbH & Co. KG)
- Zollern-Alb-Kurier (Druck- und Verlagshaus Hermann Daniel GmbH & Co. KG.)